# Raimund Berengar III. (Provence)
Ramon Berenguer III. von Provence, oder Raimund Berengar, Graf von Provence, (* um 1135; † 1166 in Nizza) war ab 1144 Graf der Provence.
Sein Vater und Vorgänger war Berengar Raimund I. von Provence. Am 17. November 1161 heiratete er Richeza die verwitwete Königin von Kastilien und León, die zuvor mit Alfons VII. vermählt war. Sie war die Tochter des polnischen Herzogs Władysław II. Gemeinsam hatten Richeza und Raimund eine Tochter Dulcia, die nach dem Tod des Vaters dessen Nachfolge antrat.